# Cartón

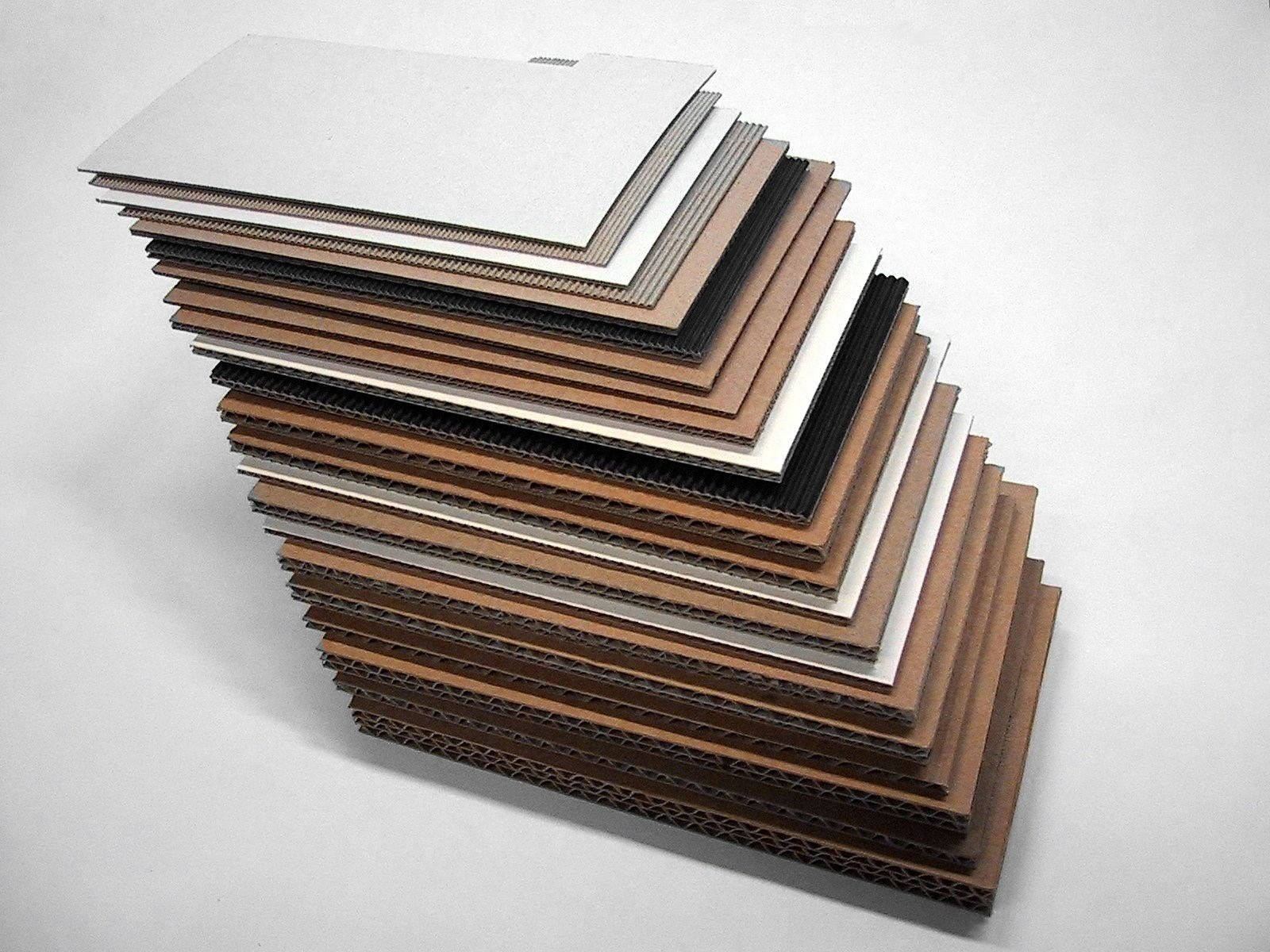
Cartones apilados.

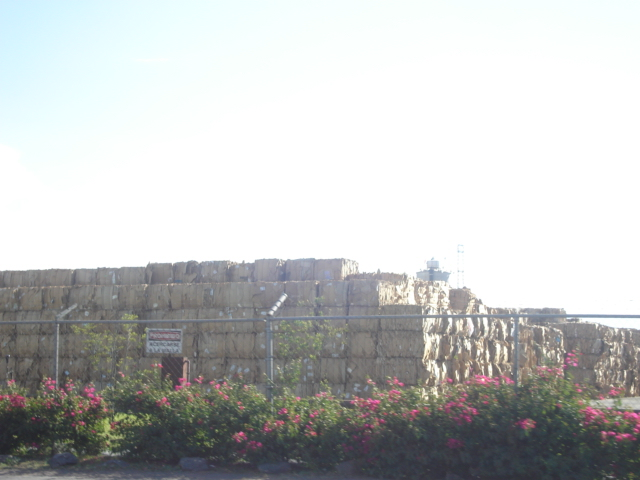
Balas de cartón.

El cartón es un material formado por varias capas de papel superpuestas y adheridas unas a otras, a base de fibra virgen o de papel reciclado. El cartón es más grueso, duro y resistente que el papel.
Algunos tipos de cartón son usados para fabricar embalajes y envases, básicamente cajas de diversos tipos. La capa superior puede recibir un acabado diferente llamado «estuco» que le confiere mayor vistosidad.

## Características técnicas
Grosor y volumen son aspectos significativos en la elaboración del cartón; al final, el producto debe soportar los pesos de las cargas, equipaje y los demás usos, manteniendo su forma. Generalmente están compuestos por dos o más capas para mejorar la calidad. Incluso con capas intermedias corrugadas como en el caso del cartón ondulado.
El gramaje
En la industria, el cartón se mide generalmente por su gramaje, que es el peso del cartón expresado en g/m²: la mayoría del cartón utilizado para fabricar envases tiene un gramaje entre 160 y 600 g/m².
Grosor
El grosor es la distancia entre las dos superficies de la lámina de cartón y se mide en milésimas de milímetro, µm. Los envases de cartón suelen tener entre 350 y 800 µm de grosor.
Densidad y calibre
La densidad del cartón se refiere al grado de compactación del material y se mide en kg/m³. En la práctica, se sustituye esta característica por el calibre, que expresa la superficie de cartón en metros cuadrados por cada 10 kg de peso. Esta cifra indica la cantidad de hojas de cartón, de tamaño 70 × 100 (centímetros), que conforman 10 kilogramos.
Cartoncillos
El cartoncillo (o cartón fino, de poco grosor) es un material ligero y compacto, admite impresión gráfica de alta calidad en ófset o huecograbado que lo hace idóneo para fabricar los envases de productos de gran consumo. El uso de cartoncillo es clásico en estuches (cajas de pequeño y mediano tamaño) para distintas industrias: cosmética, productos farmacéuticos, alimentación seca, productos textiles.

### Tipos de cartón en función del material
Cartón sólido
Se trata de una placa o tabla delgada que tiene una parte lisa revestida, que se aplica durante el proyecto de fabricación, y es suave para facilitar la impresión. Además es plano y resistente al agua. 
Cartón gráfico
Se trata de un cartón más fino que tiene el objetivo de dar cobertura a otro más espeso.
Cartón gris
También llamado cartón piedra por su dureza.
Cartón couché
Su superficie está cubierta por una o varias capas de papel más fino y coloreado.
Cartoncillo
Este tipo de cartón es fino por estar muy compactado, aunque es ligero al mismo tiempo.
El cartoncillo se divide a su vez en: sólido blanqueado, sólido no blanqueado, folding y de fibras recicladas
Cartón ondulado
Probablemente es el tipo de cartón utilizado en la industria del embalaje industrial por su resistencia y sus cualidades. También se le conoce por cartón corrugado.

## Fabricación

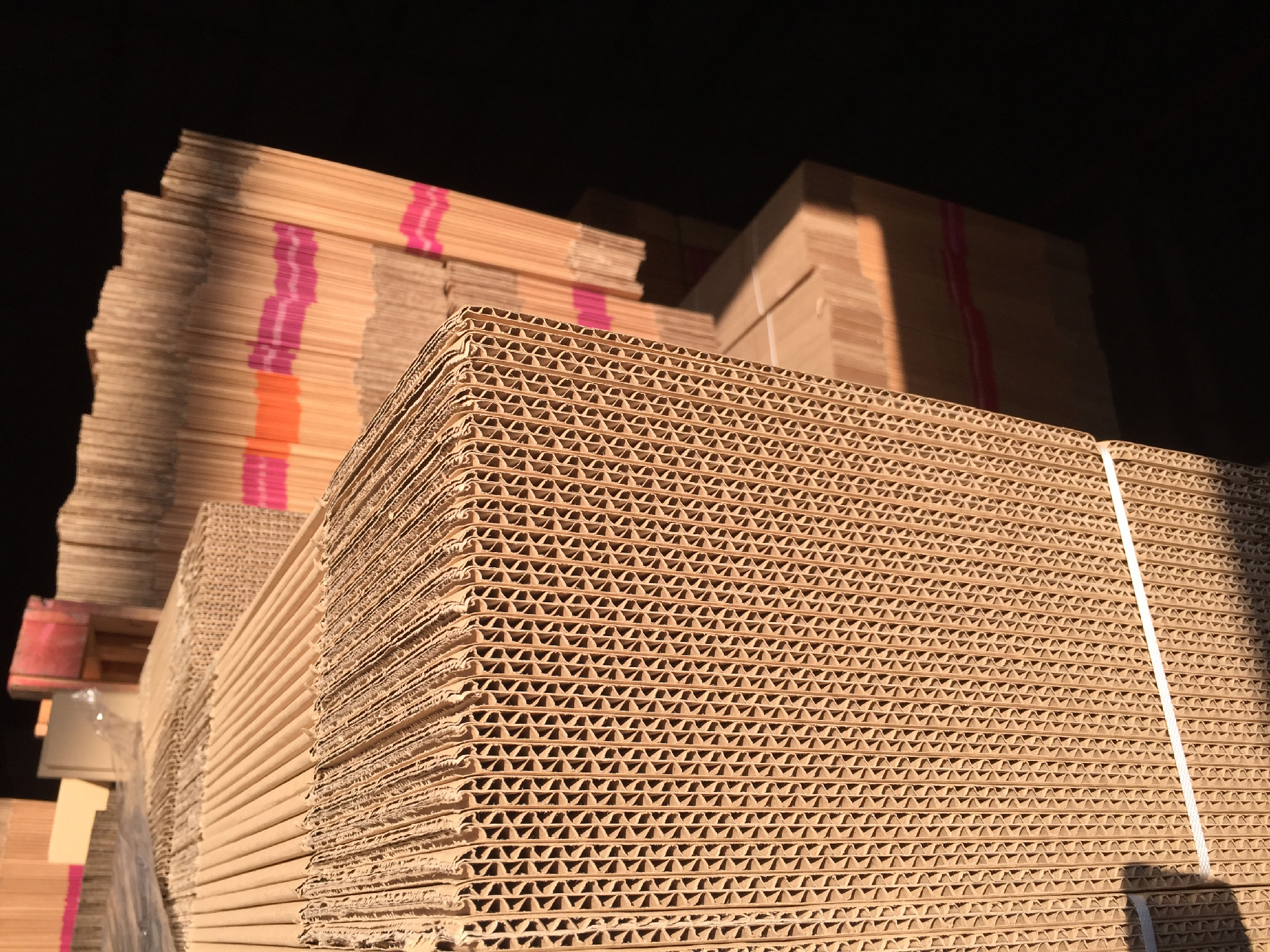
Cajas de cartón

El cartón es relativamente barato de fabricar por lo que lo hace un material conveniente para empaquetar y enviar productos. También se utiliza para algunos muebles y cosas prefabricadas. Las fibras largas y fuertes utilizadas para fabricar cartón facilitan que pueda ser reciclado varias veces.
Materia prima cruda
Los pinos son la principal materia prima utilizada en la fabricación de cartón. Crecen con rapidez, y las fábricas de envases poseen miles de hectáreas dedicadas al cultivo y a la cosecha de los mismos. Las extremidades son desechadas y los troncos enviados a una fábrica de pasta. También se utilizan materiales reciclados.
El proceso Kraft
Carl F. Dahl perfeccionó el proceso de fabricación de papel al cual llamó el proceso Kraft, término que deriva de la palabra alemana kraft, que significa fuerte. Los troncos de los árboles se rompen en pequeños pedazos y se colocan dentro de una bomba trituradora, que es un tanque de alta presión que disuelve la lignina, la cual une las fibras de madera. Las fibras se limpian y se refinan. Posteriormente se envían a través de una máquina Fourdrinier utilizada para fabricar el papel.
Máquina de corrugado
Una máquina de corrugado mide usualmente 300 pies (91,4 m) de largo. Utiliza rodillos pesados para ondular el papel. Cuenta con rodillos de precalentamiento y rodillos de ondulación, que están cubiertos con estrías o rebordes que doblan el papel para convertirlo en cartón corrugado.
El encolado
El cartón ondulado se coloca entre dos hojas de papel kraft. La estación de encolado simple utiliza un conjunto de rodillos y cola de almidón para fijar la primera hoja de papel kraft. La otra hoja se pega mediante otro conjunto de rodillos llamados estación de encolado de doble respaldo, también usando cola de almidón.
Los espacios en blanco de caja
Las hojas grandes de cartón, llamadas espacios en blanco de caja se eliminan del cartón corrugado con una cortadora. Las piezas se envían a una máquina llamada flexo, que es la abreviatura de máquina flexográfica, la cual devuelve el producto acabado, es decir, una caja.

## Cartón y medio ambiente

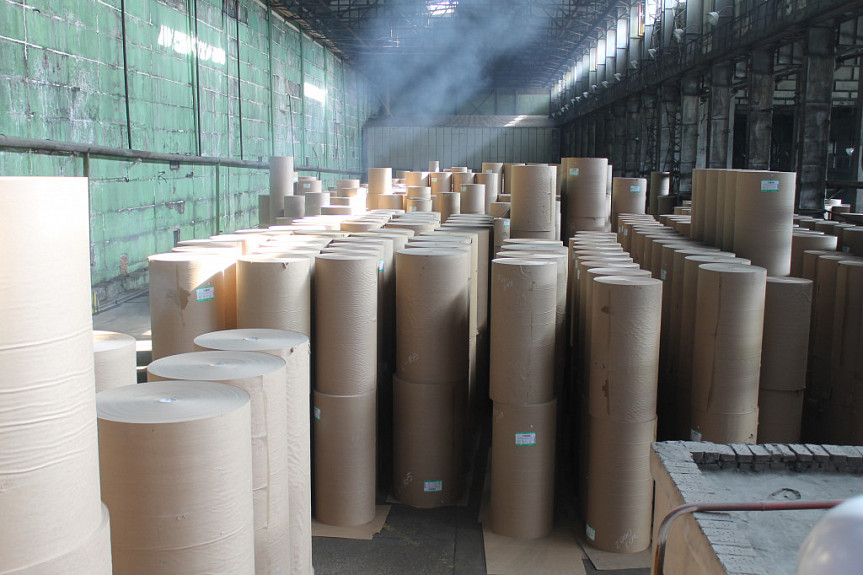
Rollos de cartón en el almacén de productos terminados. Planta de Celulosa y Cartón Selenginsky. Buriatia, Rusia

Por otra parte, los fabricantes de cartón están prestando atención a los temas relacionados con la salud, el medio ambiente y la legislación vigente sobre envases y embalajes desechables. Por este motivo, buscan recursos renovables para elaborar todo el material demandado.
En muchos países es obligatorio que el cartón se elabore total o parcialmente con materiales reciclados. A su vez el cartón ya se está utilizando para la elaboración de diversos elementos como lo son, el mobiliario hecho de cartón dándole un trato especial, para hacerlos más resistentes y duraderos ya que incluso se realiza mobiliario de jardín resistente a las inclemencias del tiempo.

## Reciclaje de cartón
El papel y el cartón están fabricados principalmente a partir de fibra de celulosa virgen obtenida de especies vegetales o recuperada a partir de papel y cartón usados.
El primer paso para su reciclaje es la separación en origen gracias a la recogida selectiva; mediante esto, los hogares y los comercios pueden separar el papel y el cartón y facilitar el reciclaje. Hay que destacar que si el papel o el cartón están manchados con productos orgánicos no sirven.
El papel es un material 100% reciclable y sirve para fabricar papel nuevo. Una vez recogido se transporta a un almacén de un gestor de residuos, donde se clasifica por tipos, se enfarda y se envía a la fábrica papelera.
Básicamente, el residuo de papel se mezcla con agua en el púlper y se agita. Se separan de las grapas y demás se incorporan sustancias tensioactivas con el fin de eliminar la tinta que queda en la superficie. La suspensión de las fibras se somete a un secado sobre una superficie plana, para recuperarlas. Después se las hace pasar por unos rodillos que las aplanan y compactan, saliendo finalmente la lámina de papel reciclado.
El número de veces que se puede reciclar tiene un límite ya que se van perdiendo parte de las fibras que constituyen la pasta, por lo que se añade una pequeña proporción de fibras vírgenes.